# ماريانا توريس
ماريانا توريس (بالإسبانية: Mariana Torres)‏ هي مقدمة تلفزيونية وممثلة مكسيكية، ولدت في 5 ديسمبر 1985 في المكسيك.

## وصلات خارجية
- ماريانا توريس على موقع IMDb (الإنجليزية)
- ماريانا توريس على موقع IMDb (الإنجليزية)
- ماريانا توريس على موقع أول موفي (الإنجليزية)
- ماريانا توريس على موقع قاعدة بيانات الفيلم (الإنجليزية)